# LiSA BEST -Day- & LiSA BEST -Way-
『LiSA BEST -Day- & LiSA BEST -Way-』（リサ・ベスト・ウェイ・アンド・リサ・ベスト・ウェイ）は、LiSAの初のベスト・アルバム。2018年5月9日にSACRA MUSICから2作同時発売された。ここでは『LiSA BEST -Day-』と『LiSA BEST -Way-』の項目について参照する。

## 概要
自身初となるベストアルバムで2作同時リリース。
配信シングルを含めた歴代シングル表題曲全16曲の他、今アルバムに収録するにあたり改めて再ミックス・再レコーディングしたアルバム楽曲、シングル曲のカップリングとして発表されたがアルバム収録がされていなかった楽曲、本アルバムの為に新規書き下ろしがされた完全新曲などを含む14曲ずつ（完全数量生産限定盤のみ、2CD仕様の為、全28曲）を収録。
それぞれBlu-rayまたはDVDが付属する初回限定盤、通常盤の各3形態ずつ、そして2タイトルがセットになった完全数量生産限定盤（『LiSA BEST -Day- & LiSA BEST -Way-』）が発売された（後述）。
初回盤の特典ディスクにはいずれにも2017年6月24日にさいたまスーパーアリーナで行われたライブ「LiVE is Smile Always～LiTTLE DEViL PARADE～」の模様が収められ、「Day」ではライブ前半から11曲、「Way」では後半から10曲が収録されている。また完全盤にはオリジナルの限定ビッグTシャツが同梱される。
2018年10月10日にそれぞれの通常盤を1セットにした、「LiSA BEST -Day- & LiSA BEST -Way- WiNTER PACKAGE」が発売された（後述）。

## チャート成績
2018年5月21日付のオリコン週間アルバムチャートでは初週でそれぞれ4万1651枚、4万2325枚を売り上げ1位・2位を独占した。LiSA自身としては、シングル・アルバムを通じて2011年1月のソロデビュー以来7年4ヶ月で初の週間1位獲得となったほか、女性アーティスト（グループ含む）としては史上4組目となる、ベスト盤でのアルバム1・2位独占達成となった。
同日付のBillboard Japanでも、セールスチャートであるTop Albums Salesではそれぞれ4万3012枚、4万3818枚で2位・3位だったものの、アルバム総合チャートHot Albumsでは最終的にダウンロードとルックアップで上回り、1位・2位独占となった。こちらでもLiSAとしては自身初の同チャート1位獲得で、同一アーティストによる同チャート1位・2位独占は51週ぶりの記録となった。

## LiSA BEST -Day-
『LiSA BEST -Day-』（リサ・ベスト・デイ）は、LiSAのベスト・アルバム。2018年5月9日にSACRA MUSICから、「LiSA BEST -Way-」と共に2作同時発売された。

### 収録曲
※ タイアップ楽曲については、各楽曲を参照（新曲・未音源は除く）。
| #         | タイトル                     | 作詞           | 作曲                     | 編曲                                      | 時間  |
| --------- | ---------------------------- | -------------- | ------------------------ | ----------------------------------------- | ----- |
| 1.        | 「Rising Hope」              | LiSA・田淵智也 | 田淵智也                 | 堀江晶太                                  | 4:10  |
| 2.        | 「crossing field」           | 渡辺翔         | 渡辺翔                   | とく                                      | 4:09  |
| 3.        | 「だってアタシのヒーロー。」 | LiSA・古屋真   | 渡辺翔                   | 江口亮                                    | 3:54  |
| 4.        | 「シルシ」                   | LiSA           | カヨコ                   | 堀江晶太 (ストリングスアレンジ：岡村美央) | 4:47  |
| 5.        | 「AxxxiS」                   | 古屋真         | eba                      | 江口亮 (ストリングスアレンジ：石塚徹)     | 4:22  |
| 6.        | 「Empty MERMAiD」            | LiSA           | YOOKEY (from THE MUSMUS) | akkin                                     | 3:41  |
| 7.        | 「ジェットロケット」         | 田淵智也       | 田淵智也                 | 涌井啓一、千葉直樹 (frequency inc.)       | 4:54  |
| 8.        | 「BRiGHT FLiGHT」            | LiSA           | 野間康介                 | 野間康介                                  | 4:34  |
| 9.        | 「träumerei」                | HIDEO NEKOTA   | HIDEO NEKOTA             | akkin                                     | 4:13  |
| 10.       | 「L.Miranic」                | LiSA           | MAH                      | akkin                                     | 4:04  |
| 11.       | 「ID」                       | LiSA・古屋真   | 高橋浩一郎               | PABLO                                     | 3:55  |
| 12.       | 「LiTTLE DEViL PARADE」      | LiSA           | PABLO a.k.a. WTF!?       | PABLO a.k.a. WTF!?                        | 4:42  |
| 13.       | 「WiLL ～無色透明～」        | LiSA           | 伊秩弘将                 | 堀江晶太                                  | 4:32  |
| 14.       | 「Believe in myself」        | LiSA           | LiSA                     | Love is Same All                          | 4:35  |
| 合計時間: | 合計時間:                    | 合計時間:      | 合計時間:                | 合計時間:                                 | 60:32 |

| #   | タイトル                                   | 作詞 | 作曲・編曲 |
| --- | ------------------------------------------ | ---- | ---------- |
| 1.  | 「OPENING MOViE」                          |      |            |
| 2.  | 「LOSER ～希望と未来に無縁のカタルシス～」 |      |            |
| 3.  | 「L.Miranic」                              |      |            |
| 4.  | 「crossing field」                         |      |            |
| 5.  | 「Merry Hurry Berry」                      |      |            |
| 6.  | 「ミライカゼ」                             |      |            |
| 7.  | 「say my nameの片想い」                    |      |            |
| 8.  | 「Peace Beat Beast」                       |      |            |
| 9.  | 「オレンジサイダー」                       |      |            |
| 10. | 「the end of my world」                    |      |            |
| 11. | 「Empty MERMAiD」                          |      |            |
| 12. | 「Psychedelic Drive」                      |      |            |

### 『LiSA BEST -Day-』楽曲解説（CD）
1. Rising Hope
  - 5thシングル
2. crossing field
  - 2ndシングル
3. だってアタシのヒーロー。
  - 12thシングル、アルバム初収録。
4. シルシ
  - 7thシングル
5. AxxxiS
  - 10thシングルのカップリング曲、アルバム初収録。 同年に行われたライブハウスツアー「LiVE is Smile Always～FUN＆FANFARE～」において、リクエストが1番多かった楽曲（2位は本収録の「ID」）。
6. Empty MERMAiD
  - 9thシングル
7. ジェットロケット
  - 1stアルバム『LOVER"S"MiLE』収録曲。
8. BRiGHT FLiGHT
  - 6thシングルの1曲目（両A面）
9. träumerei
  - 4thシングル
10. L. Miranic
  - 6thシングルの2曲目（両A面）
11. ID
  - 配信限定シングル、本作で初CD・パッケージ化。
12. LiTTLE DEViL PARADE
  - 4thアルバム『LiTTLE DEViL PARADE』収録リード曲。
13. Will 〜無色透明〜
  - 本アルバムの為に書き下ろされた唯一の新曲。
曲中に登場する歌詞の中には、デビューミニアルバム「Letters to U」収録曲「無色透明」に共通・類似するものがある他、同曲のギターフレーズがアレンジとしてアウトロに組み込まれている[6]。
14. Believe in myself
  - 1stミニアルバム『Letters to U』収録リード曲。

## LiSA BEST -Way-
『LiSA BEST -Way-』（リサ・ベスト・ウェイ）は、LiSAのベスト・アルバム。2018年5月9日にSACRA MUSICから、「LiSA BEST -Day-」と共に2作同時発売された。

### 収録曲
※ タイアップ楽曲については、各楽曲を参照（新曲・未音源は除く）。
| #         | タイトル                          | 作詞           | 作曲           | 編曲                                          | 時間  |
| --------- | --------------------------------- | -------------- | -------------- | --------------------------------------------- | ----- |
| 1.        | 「Catch the Moment」              | LiSA           | 田淵智也       | 江口亮                                        | 4:41  |
| 2.        | 「Thrill, Risk, Heartless」       | 田淵智也       | カヨコ         | 堀江晶太                                      | 4:16  |
| 3.        | 「oath sign」                     | 渡辺翔         | 渡辺翔         | とく                                          | 4:09  |
| 4.        | 「ASH」                           | マオ           | 御恵明希       | 江口亮 (ストリングスアレンジ：江口亮、石塚徹) | 3:58  |
| 5.        | 「Rally Go Round」                | LiSA・古屋真   | じん           | akkin                                         | 4:38  |
| 6.        | 「ハローグッデイ」                | LiSA           | LiSA・堀江晶太 | 堀江晶太                                      | 5:14  |
| 7.        | 「No More Time Machine」          | 古屋真         | 野間康介       | やしきん                                      | 4:49  |
| 8.        | 「Hi FiVE!」                      | LiSA・田淵智也 | 田淵智也       | akkin                                         | 4:34  |
| 9.        | 「コズミックジェットコースター」  | LiSA           | 黒須克彦       | 黒須克彦                                      |       |
| 10.       | 「Brave Freak Out」(10thシングル) | 田淵智也       | 高橋浩一郎     | 高橋浩一郎                                    | 4:14  |
| 11.       | 「ROCK-mode’18」                  | LiSA・田淵智也 | 田淵智也       | リアレンジ：PABLO a.k.a. WTF!?                | 5:32  |
| 12.       | 「Mr.Launcher」                   | LiSA           | HIDEO NEKOTA   | akkin                                         | 4:10  |
| 13.       | 「Believe in ourselves」(新曲)    | LiSA・田淵智也 | 田淵智也       | 堀江晶太                                      | 4:47  |
| 14.       | 「best day,best way」             | 田淵智也       | 田淵智也       | akkin                                         | 4:45  |
| 合計時間: | 合計時間:                         | 合計時間:      | 合計時間:      | 合計時間:                                     | 59:47 |

| #   | タイトル                         | 作詞 | 作曲・編曲 |
| --- | -------------------------------- | ---- | ---------- |
| 1.  | 「LiTTLE DEViL MOViE」           |      |            |
| 2.  | 「キモチファクトリー」           |      |            |
| 3.  | 「そしてパレードは続く」         |      |            |
| 4.  | 「Believe in myself」            |      |            |
| 5.  | 「シルシ」                       |      |            |
| 6.  | 「LiTTLE DEViL PARADE」          |      |            |
| 7.  | 「コズミックジェットコースター」 |      |            |
| 8.  | 「ROCK-mode」                    |      |            |
| 9.  | 「Rising Hope」                  |      |            |
| 10. | 「Catch the Moment」             |      |            |
| 11. | 「TODAY」                        |      |            |

### 『LiSA BEST -Way-』楽曲解説（CD）
1. Catch the Moment
  - 11thシングル
2. Thrill, Risk, Heartless
  - 配信限定シングル、本作で初CD化。
3. oath sign
  - 1stシングル
4. ASH
  - 13thシングル、アルバム初収録。
5. Rally Go Round
  - 8thシングル
6. ハローグッデイ
  - 本作の為に書き下ろした新曲。
テレビCMに起用されているものと、CDに収録されているものとでは、一部、歌詞が異なっている部分がある[7]。
7. No More Time Machine
  - 7thシングルカップリング曲
8. Hi FiVE!
  - 2ndミニアルバム『LUCKY Hi FiVE!』収録リード曲。
9. コズミックジェットコースター
  - 2ndアルバム『LANDSPACE』収録リード曲。
10. Brave Freak Out
  - 10thシングル
11. ROCK-mode’18
  - 1stアルバム『LOVER"S"MiLE』収録曲のリアレンジバージョン[8]。
冒頭のイントロ部分は、2018年のライブ音源を基にリアレンジが施されている[9]。近年のLiVE is Smile Alwaysで演奏されるアレンジに近い。
12. Mr.Launcher
  - 3rdアルバム『Launcher』収録リード曲。
13. Believe in ourselves
  - 「ハローグッデイ」同様、本作の為に書き下ろした新曲。
自身のソロデビューした際に欠かせないとされる、1stミニアルバム収録「Believe in myself」の続編として制作された。 またミュージック・ビデオも存在しており、本アルバムリリース後に開催された最大規模の国内外アジアツアー「LiVE is Smile Always〜ASiA TOUR 2018〜 [eN]」の模様やオフショットシーンを中心としている。同映像作品において円盤化されている。
14. best day, best way
  - 3rdシングル

### タイアップ
ハローグッデイ
マルイオリジナルアニメ『猫がくれたまぁるいしあわせ』TVCMテーマ曲。

## LiSA BEST -Day- & LiSA BEST -Way-（完全生産限定・WiNTER PACKAGE盤）
『LiSA BEST -Day- & LiSA BEST -Way-』は、LiSAのベスト・アルバム。2018年5月9日にSACRA MUSICから数量限定生産として発売された。

### 解説
同日にリリースされたベストアルバム『LiSA BEST -Day-』及び『LiSA BEST -Way-』の通常盤2枚に加え、ライヴ映像「LiVE is Smile Always〜LiTTLE DEViL PARADE〜」よりアンコール映像を2曲追加で完全収録されたBlu-rayとオリジナル・デザインのTシャツが付属。
また、Blu-rayとTシャツを除いた『LiSA BEST -Day- & LiSA BEST -Way- WiNTER PACKAGE』（ウインターパッケージ）が10月10日に発売された。パッケージは今作のために作られたクリアケースになっており、期間生産限定盤には特製カレンダーが同封される。

### 収録曲

#### DISC-3 (Blu-ray)
LiVE is Smile Always
〜LiTTLE DEViL PARADE〜
2017.6.24@SAITAMA SUPER ARENA
1. OPENING MOViE
2. LOSER ～希望と未来に無縁のカタルシス～
3. L.Miranic
4. crossing field
5. Merry Hurry Berry
6. ミライカゼ
7. say my nameの片想い
8. Peace Beat Beast
9. オレンジサイダー
10. the end of my world
11. Empty MERMAiD
12. Psychedelic Drive
13. LiTTLE DEViL MOViE
14. キモチファクトリー
15. そしてパレードは続く
16. Believe in myself
17. シルシ
18. LiTTLE DEViL PARADE
19. コズミックジェットコースター
20. ROCK-mode
21. Rising Hope
22. Catch the Moment
23. TODAY
24. だってアタシのヒーロー。
25. best day, best way